# Vira Vovk
Vira Ostapivna Selianska (em ucraniano:  Ві́ра Оста́півна Селя́нська, Boryslav, 2 de janeiro de 1926 — Rio de Janeiro, 16 de julho de 2022) usava o pseudônimo Vira Vovk (em ucraniano: Ві́ра Вовк) foi professora, escritora, poeta e tradutora brasileira e ucraniana.
Escreveu em ucraniano, alemão e português. Fez uma ponte entre as literaturas brasileira e ucraniana e ajudou a difundir a cultura e a língua ucranianas.

## Biografia
Vira Ostapivna Selianska nasceu em Boryslav, na Ucrânia, em 2 de janeiro de 1926. Cresceu em Kouty, onde seu pai Ostap Seliansky trabalhava como médico, e em Tioudiv, onde seu avô é padre.
Recebeu educação secundária em Lviv e Dresden. Estudou filologia germânica, história da música e literatura comparada, na Universidade de Tübingen. Após a morte do pai num atentado a bomba, em Dresden, emigrou, em 1945, com a mãe para Portugal e, em 1949, para o Brasil. Terminou seus estudos universitários no Rio de Janeiro. Depois fez pós-graduação na Universidade Columbia, em Nova Iorque, e na Universidade de Munique.
Obteve o doutorado, em 1950, na Pontifícia Universidade Católica do Rio de Janeiro (PUC-RJ), onde trabalhou como conferencista e, entre 1968 e 1980, como professora de literatura comparada. A partir de 1980, lecionou na Universidade Federal do Rio de Janeiro (UFRJ).
Escreveu principalmente poesia, mas também prosa e drama e fez muitas traduções.

### Poesia e prosa
Vira Vovk publicou treze coleções de poesia de 1954 a 2000. Seu estilo poético, inicialmente pouco sofisticado, mais tarde adotou o verso livre, muito complexo e rítmico. Dois grandes temas percorrem sua poesia, a geografia exótica e o misticismo religioso. O interesse pelo misticismo se reflete em seu trabalho em prosa. Também publica obras em prosa bilíngüe.
A partir da década de 1970, Vira Vovk publicou obras ilustradas por artistas ucranianos como Zoia Lisovska, Halyna Sévrouk ou Mykhailo Dzyndra, e pelos seus próprios recortes de papel.

#### Traduções
Vira Vovk também traduziu muitos escritores ocidentais para o ucraniano e escritores ucranianos para o português e o alemão.
Já em 1959, traduziu para o português uma antologia da literatura ucraniana, Antologia da Literatura Ucraina, à qual se seguem várias antologias de contos e contos populares ucranianos (Lendas Ucranianas em 1959, A Canoa no mar em 1972, Galos bordados em 1972, Contos populares ucranianos em 1983). Ela é responsável por uma edição especial de clássicos ucranianos como obras de Grigori Skovoroda (1978), Taras Shevchenko (1980), Ivan Franko (1981), Vassyl Stefanyk (1982) e Lesya Ukrainka (1983).
Uma antologia comentada da poesia moderna portuguesa e brasileira, Zelene vyno, apareceu em 1964. Ela também colaborou em uma antologia de poesia de Quebec (1972) e em traduções de Frederico García Lorca com Wolfram Burghardt, Hryhorii Kochur e outros. Ela também traduziu para o ucraniano, em particular do francês, italiano, romeno, macedônio, inglês antigo, autores como Pablo Neruda, Paul Claudel, Rabindranath Tagore.
Mais tarde, na década de 1990, ela publicou a série Pysanky, incluindo uma rica seleção de poetas ucranianos modernos, bem como a prosa de Valery Shevchuk. Os livros são muitas vezes publicados às custas do tradutor.
Desde 1959, Vira Vovk estava associada ao New York Group of poets.

### Morte
Vira Vovk morreu em 16 de julho de 2022, no Rio de Janeiro, no Brasil, aos 96 anos de idade.

## Honras
- 1957, 1979, 1982, 1990: Prêmio literário Ivan Franko
- 2000: Prêmio Blahovista em 2000
- 2008: Prêmio nacional ucraniano Taras-Chevtchenko[1] pelos livros стихотворения (poemas, 2000), Проз а (Prosa, 2001), Воспоминания (Memoirs, 2003), Седьмая Печать (o sétimo selo, 2005), Ромен-зелье (2007) e suas traduções de obras da literatura ucraniana para o português[7]
- 2012: Prêmio Ivan Koshelivets
- 2003: Ordem da Princesa Olga
- 2013: prêmio "Tesouro Glodo", com Lida Paliy